# 철도수송지원반
철도수송지원반(Transportation Movement Office, TMO)은 군 장병들의 수송 지원을 제공하기 위해 운영하는 사무실을 뜻한다.

## 목록

### 제1철도대 예하
- 수도권: 서울역, 용산역, 청량리역, 수서역, 수원역, 광명역, 평택역, 동탄역
- 강원권: 춘천역, 원주역, 만종역, 강릉역

### 제2철도대 예하
- 영남권: 부산역, 구포역, 동대구역, 울산역, 포항역, 경주역, 김천구미역, 경산역, 영천역, 창원역, 창원중앙역, 마산역, 진주역

### 제3철도대 예하
- 충청권: 대전역, 서대전역, 조치원역, 오송역, 오근장역, 증평역, 영동역, 천안아산역, 공주역, 부강역, 신탄진역, 논산역, 연무대역, 계룡역, 홍성역
- 호남권: 광주송정역, 전주역, 익산역, 목포역, 장성역

### 그 외 TMO
- 동서울터미널 : 유일한 시외버스 TMO. 2층 고속버스 매표소 근처에 이동장병라운지가 설치되어 있다.

### 폐지된 TMO
- 벽제역, 부평역, 정동진역, 문산역, 진해역, 부산진역, 부전역, 서울강남고속터미널